# Perdido (Alabama)
Perdido, auch bekannt als Perdido Station, ist eine unincorporated community und ein Census-designated place im Baldwin County, Alabama, USA. Perdido liegt an der County Route 61, 19,6 km nordöstlich von Bay Minette.  Perdido hat ein Postamt und die Postleitzahl 36562. Es gibt eine Grundschule, die Perdido School, die dem Baldwin County Board of Education angehört.

## Geschichte
Perdido ist nach dem Perdido River benannt. Ein Postamt wurde von 1871 bis 1923 unter dem Namen Perdido Station betrieben und von 1923 bis heute unter dem Namen Perdido.

## Medien
Perdido ist der Schauplatz der Blackwater-Serie des Autors und Drehbuchautors Michael McDowell, die erstmals 1983 veröffentlicht wurde. Sie spielt in Perdido, allerdings in einem alternativen Universum, in dem die Stadt zwischen den 1920er und 1970er Jahren zu einer blühenden Stadt heranwächst.

## Bildung
Der Schulbezirk ist das Baldwin County Public Schools System. Es gibt eine Grundschule.